# Aphia minuta
El chanquete (Aphia minuta) es la única especie de pez marino del género monotípico Aphia, de la familia de los Gobiidae en el orden de los Perciformes.

## Historia
Aunque está muy extendido el uso de la denominación chanquete, otros nombres vernáculos de este pez son: lorcho y jonquillo (en las Islas Baleares). Parece demostrado que el nombre proviene de la Edad Media italiana, ya que en Génova era un plato tradicional de su cocina y llamaban a esta especie zanchette -pronunciado casi igual que en español-, y toda la costa mediterránea española tenía en aquella época intercambios comerciales con esta ciudad mercantil.
Nuestros antepasados griegos y latinos les llamaban apua, distinguían bien esta especie de los inmaduros alevines de sardina y boquerón. Por su transparencia y aspecto inmaduro de los adultos, tanto Aristóteles en la antigua Grecia como Plinio el Viejo en la antigua Roma coincidían en que el chanquete no se reproducía sino que nacían por generación espontánea, como decía Plinio "a partir de la espuma de mar".

## Descripción
Es un pez de tamaño muy pequeño y de aspecto delicado, la longitud máxima descrita fue un macho que medía 7,9 cm, pero alcanzan la madurez sexual con menos de 4 cm de longitud. No suelen vivir más de un año.
Tiene de 4 a 6 espinas en la larga aleta dorsal junto a más de cien radios blandos, más una espina en la aleta anal. Es muy característico que su pequeño cuerpo es casi transparente, de tonalidad de color más o menos rojizo, con una fila de cromatóforos situados entre la base de las aletas medianas y la cabeza.
Tienen dimorfismo sexual, de manera que los machos tienen las aletas tanto dorsal como anal mucho más largas que las hembras.

## Hábitat y distribución
Vive en aguas marinas y salobres, en un ambiente pelágico-nerítico de la plataforma costera y en estuarios, donde es oceanódromo en bancos de muchos individuos, a profundidades comprendidas entre los cinco y los ochenta metros. Prefiere las aguas subtropicales, en un rango de temperatura óptimo entre 13 y 16 °C.
Se distribuye por todo el mar Mediterráneo, incluido el mar Negro y el mar de Azov, y por noreste del océano Atlántico desde Noruega hasta Marruecos.
Pasa el tiempo cerca del fondo marino, sobre la arena, el barro o la vegetación sumergida, donde se alimenta de zooplancton, especialmente de moluscos, copépodos, larvas de cirrípedos y mícidos.

## Reproducción
Se reproducen en el verano, cuando migran a aguas más profundas para desovar en el interior de conchas de bivalvos vacías. Una vez puestos unos huevos en forma de pera, los adultos mueren inmediatamente después.

## Pesca
Tradicionalmente ha sido pescado con una gran importancia comercial, pues es considerado una exquisitez y alcanza un precio muy alto en el mercado. Esto le llevó a la práctica extinción en el sur de España donde su consumo era más tradicional y donde está prohibida su pesca y comercialización desde el año 1988. Sigue existiendo en otras partes de Europa y se espera que pueda volver a colonizar esta zona en el futuro.
Se están llevando estudios para su cultivo en piscifactorías, que podría ser viable técnicamente y cerrar el ciclo reproductor en cautividad.

## Gastronomía
Hay varias especies de peces diminutos de ámbito litoral que se usan en España como pescado de fritura. Las tres especies más importantes son:
- Atherina boyeri, popularmente conocido como pejerrey o abichón.
- Gymnammodytes cicerelus, apodado sonso.
- Y por último, Aphia minuta, el reputado chanquete. Todos son muy populares en la costa Mediterránea y Baleares.

Mientras que en otros peces hay que desechar la cabeza, vísceras o la raspa, el chanquete se come todo, por lo que no resulta tan caro como parece. Sin embargo, su escasez o prohibición de consumo en muchas zonas están haciendo que en los restaurantes se ofrezca lo que llaman chanquete chino o "pez platino", la especie Salanx acuticeps de origen asiático, que se transporta en bloques ultracongelados hasta España y tiene un sabor más tosco.
En las islas Baleares se consume un pez de tamaño parecido pero de otra especie, con el nombre de sonso, Gymnammodytes cicerelus.
La forma más tradicional y apreciada de cocinarlos en toda la costa mediterránea española es espolvoreados en harina y fritos en pequeñas cantidades, muy poco tiempo en aceite muy caliente. Esta fritura parece ser la forma en que tradicionalmente se consumía esta espuma de mar en la antigua Roma.
Al plato se le puede añadir un huevo frito al centro, para comerlo todo mezclado.
Los que sobraban fritos se mezclaban al día siguiente con pimientos asados para hacer una ensalada de chanquete con pimiento.
Si se pica tomate, pimiento, cebolla en trozos pequeño y se aliña la ensalada se denomina "pipirrana de chanquetes"
También se pueden comer mezclados con huevo batido en forma de tortilla, para hacer la "tortilla de chanquete" que se come normalmente con pan o troceada como tapa.
Otra forma de prepararlos es en tortillita, mezclados con una masa a base de harina con agua y se fríen en pegote.